# Tin đồn

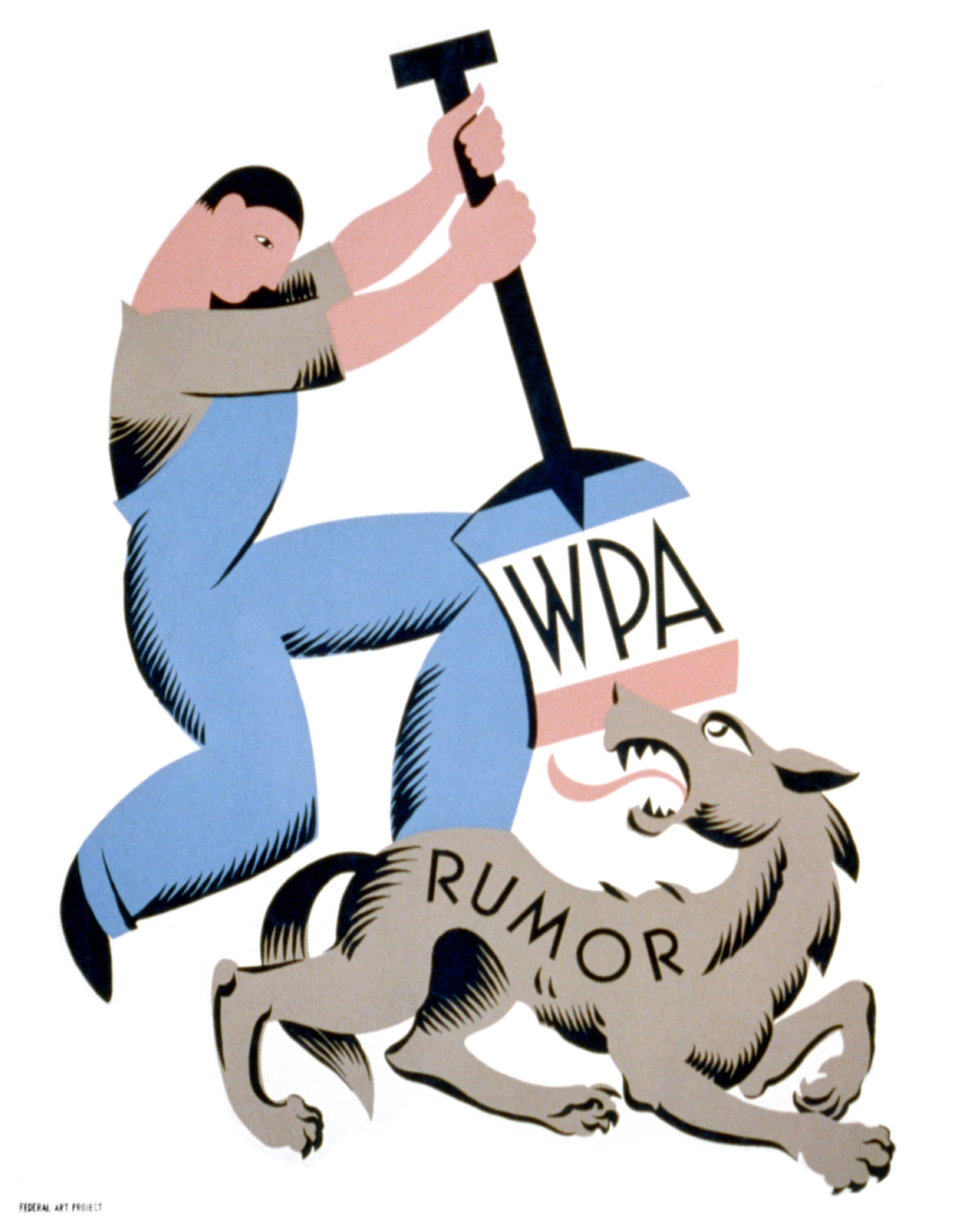
Áp phích những năm 1930 của Works Progress Administration: một người cầm xẻng chống lại con sói tin đồn.

Tin đồn hay lời đồn là những thông tin không rõ nguồn gốc về một sự vật, sự việc nào đó được truyền từ người này sang người khác, nơi này sang nơi khác mà chưa được xác thực.
Tin đồn xuất hiện khắp nơi trong đời sống của con người, đôi khi có thể gây ảnh hưởng tiêu cực cho người bị đồn. Nhiều tờ báo dùng thông tin đồn đoán, nhất là trong lĩnh vực giải trí, chính trị, để gây sự chú ý của công chúng.